# Sanne Timmerman
Sanne Timmerman (Zutphen, 8 mei 1992) is een Nederlands rolstoelbasketbalster.
Timmerman kwalificeerde zich met het Nederlandse team in oktober 2011 tijdens het Europees Kampioenschap Basketbal in Israël met een zilveren medaille voor de Paralympische Zomerspelen 2012 in Londen
In 2013 en 2014 werd het team Europees Kampioen.
In het dagelijks leven studeert Timmerman Kinder- en jeugdpsychologie in haar woonplaats Utrecht.

## Erelijst
- 2009 - EK - zilver
- 2011 - (Israël), EK - zilver
- 2013 - EK - goud
- 2014 - EK (onder 25) - goud